# Semicossyphus

Semicossyphus pulcher capturado en la Península de Baja California (México).

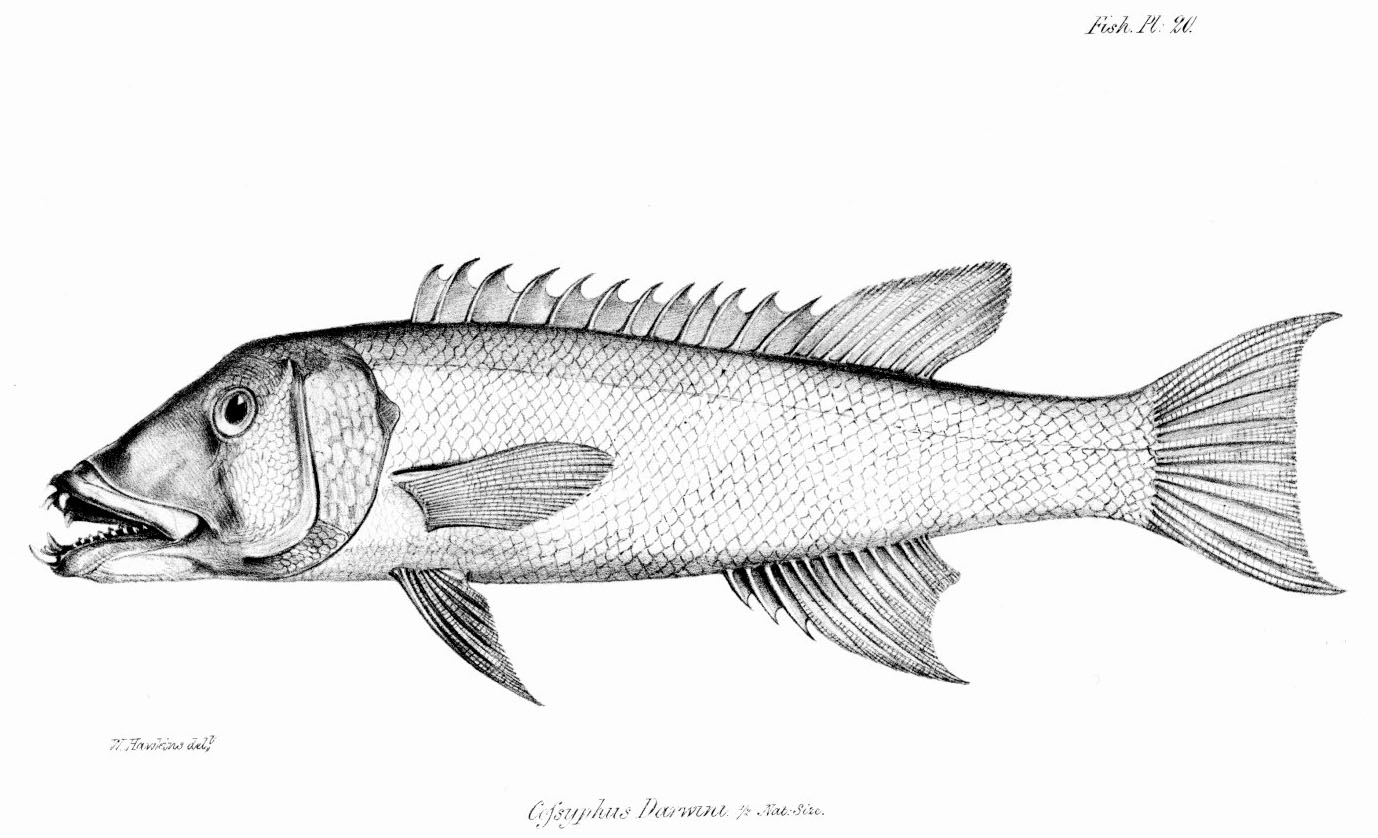
Semicossyphus darwini

Semicossyphus es un género de peces de la familia de los Labridae y del orden de los Perciformes.

## Distribución geográfica
Solo se encuentra en el Océano Pacífico.

## Especies
Existen 3 especies de este género, de acuerdo  con FishBase:
- Semicossyphus darwini (Jenyns, 1842)[4]
- Semicossyphus pulcher (Ayres, 1854)[5]
- Semicossyphus reticulatus  (Valenciennes en Cuvier y Valenciennes, 1839) [6]